# Émile Nagant

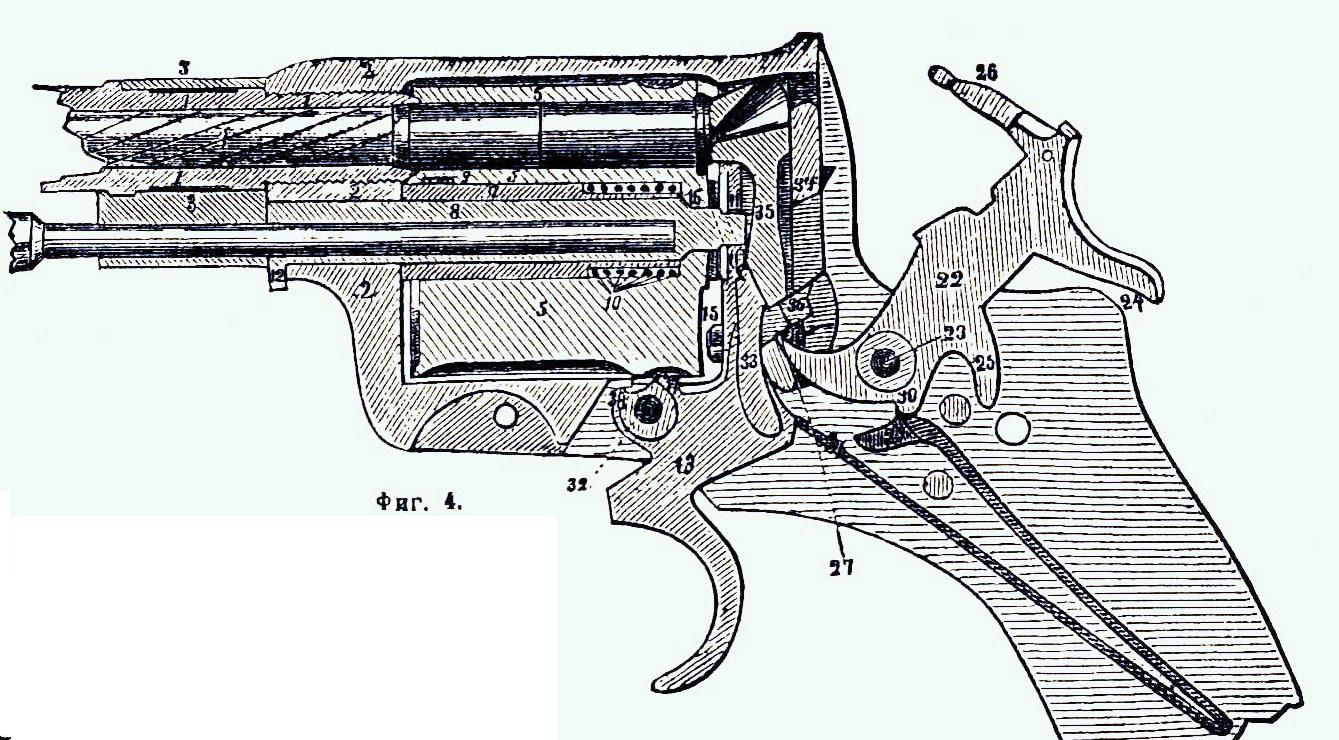
Zeichnung eines Revolvers von Nagant (Brockhaus, 1890–1907)

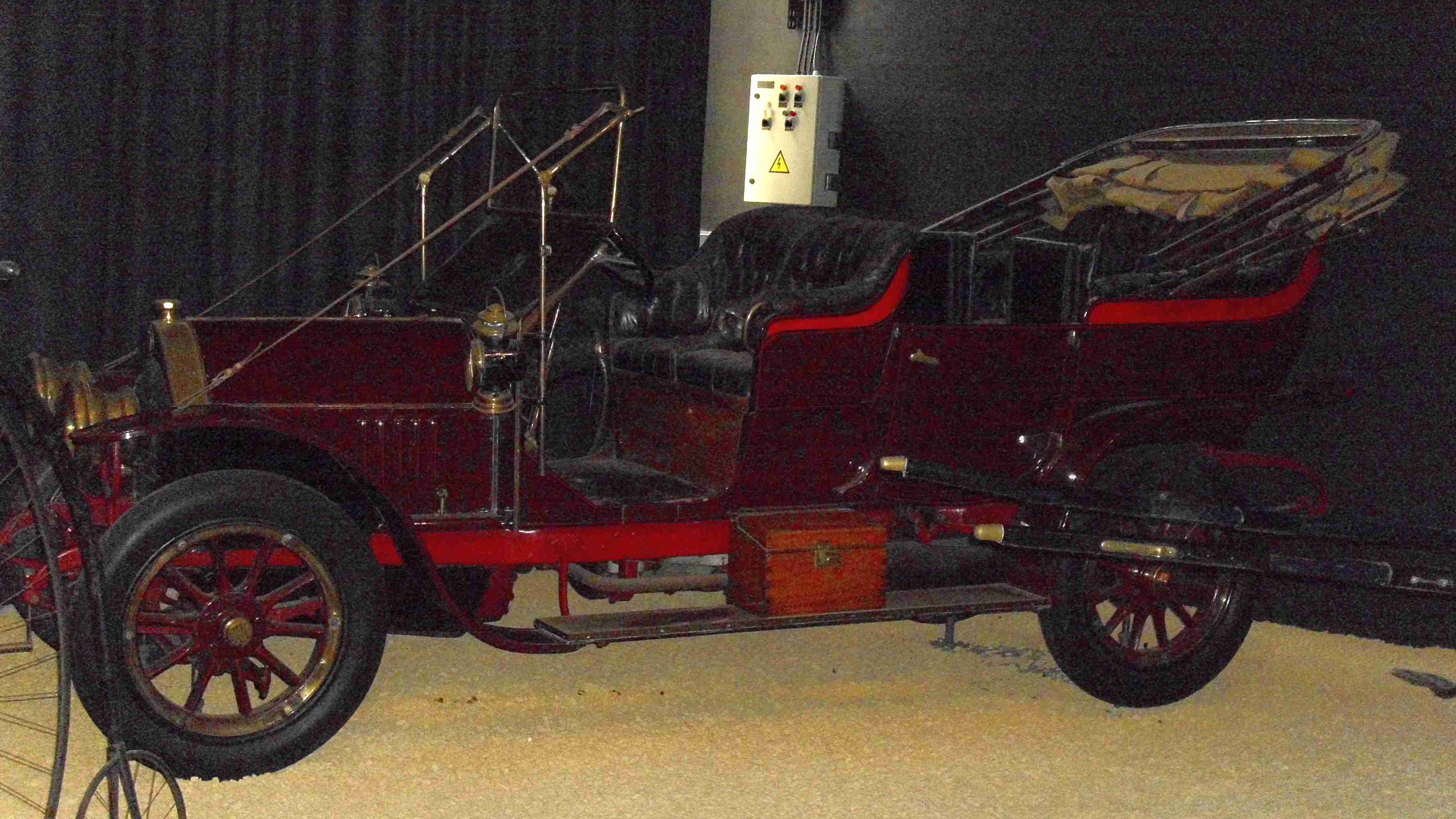
Automobil Nagant (1910)

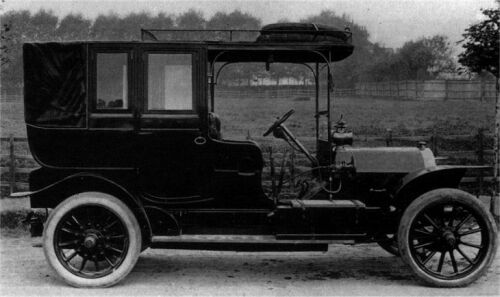
Automobil Nagant 2000 Sport (1921)

Émile Nagant (* 1830; † 23. Dezember 1902) war ein belgischer Waffenkonstrukteur und Fabrikant.
Gemeinsam mit seinem Bruder Léon Nagant gründete er in Lüttich (Liège) das Unternehmen Nagant Frères, eine Feinmechanische Fabrik, die sich später zu einer weltweit renommierten Waffenschmiede entwickelte.
Ende des 19. Jahrhunderts kam noch die Produktion von Autos hinzu.

## Patent-Informationen
Von Nagant sind etliche Erfindung bekannt. Nachfolgend eine unvollständige Übersicht der Patentschriften:
- Patent  DE5499C: Neuerungen an Revolvern. Veröffentlicht am 7. Juni 1879, Erfinder: Émile Nagant,   Leon Nagant.‌
- Patent  US226923A: Revolving Pistol. Veröffentlicht am 27. April 1880, Erfinder: Émile Nagant,   Leon Nagant.‌
- Patent  GB189414010A: Improvements in Revolvers. Angemeldet am 20. Juli 1894, veröffentlicht am 15. Juni 1895, Erfinder: Leon Nagant.‌